# NGC 1162
NGC 1162 è una galassia ellittica situata nella costellazione dell'Eridano, a una distanza di circa 180 milioni di anni luce dalla nostra Via Lattea.

## Scoperta
La galassia è stata scoperta il 27 novembre 1785 dall'astronomo britannico di origine tedesca William Herschel.